# یانوش کیرزکوفسکی
یانوش کیرزکوفسکی (لهستانی: Janusz Kierzkowski; ۲۶ فوریهٔ ۱۹۴۷ – ۱۹ اوت ۲۰۱۱) دوچرخه‌سوار اهل لهستان بود.
وی در مسابقات کشوری و بین‌المللی در مجموع برندهٔ ۱ مدال برنز شده‌است.